# Sauber C32
O C32 é o modelo do carro de corrida da equipe Sauber para a temporada 2013 de Fórmula 1. O carro foi apresentado no dia 2 de fevereiro de 2013, em Hinwil, na Suíça. Pilotado por Esteban Gutiérrez e Nico Hulkenberg. 
Durante o Grande Prêmio da Austrália, primeira corrida da temporada, o alemão Nico Hulkenberg marcou o décimo primeiro tempo durante o treino classificatório de sábado. Seu carro, no entanto, sofreu um problema na célula de combustível e por motivos de segurança não pôde largar. O problema teria sido causado por um vácuo formado na parte interior da estrutura, que provocou diversos danos na célula.